# Aeromarine Plane and Motor Company
Die Aeromarine Plane and Motor Company war einer der frühen US-amerikanischen Flugzeughersteller, dessen Ursprünge auf das Jahr 1908 zurückreichen. Die Aeromarine-Flugboote zählten in den USA während des Ersten Weltkriegs zu den erfolgreichen Entwicklungen, die bei der US Navy zum Einsatz kamen. Seit 1928 firmierte das Unternehmen unter dem Namen Aeromarine-Klemm Corporation mit Sitz in Keyport.

## Geschichte

### Boland Airplane and Motor Company

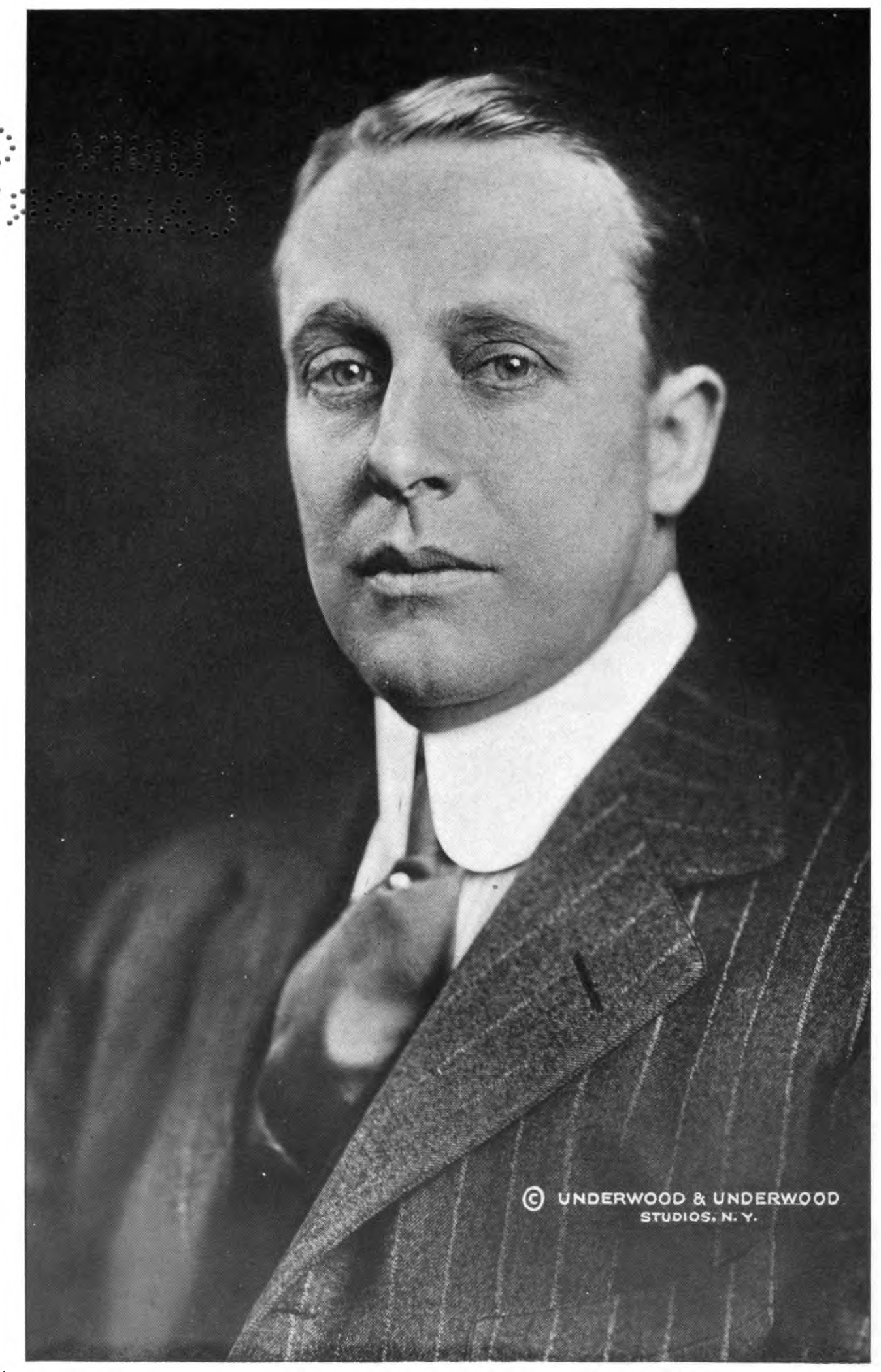
Uppercu

Die Gründung des Unternehmens erfolgte 1904, als die Brüder Frank und Joseph Boland im amerikanischen Rahway einen Reparaturbetrieb für Fahrräder, Motorräder und Automobile gründeten. Mit der Unterstützung des New Yorker Automobilhändlers Ingls Uppercu entstand aus diesem Betrieb 1908 die Boland Airplane and Motor Company. Im Rahmen des Unternehmens widmeten sich die Boland-Brüder der Entwicklung schwanzloser Flugzeuge. Bis 1913 entstanden zwei schwanzlose Boland-Doppeldecker und zwei schwanzlose Flugboote am Firmensitz in Nutley. Frank Boland kam einem Vorführungsflug in Trinidad am 23. Januar 1913 ums Leben. Inglis Uppercu übernahm daraufhin die Anteile der Boland-Familie und benannte das Unternehmen im März 1914 in Aeromarine Plane and Motor Company um.

### Aeromarine Plane and Motor Company
Bei der Aeromarine Plane and Motor Company entstanden zwischen 1914 und 1925 eine Reihe erfolgreicher Flugboote, die im Wesentlichen bei der US Navy zum Einsatz kamen. Zur erfolgreichsten Konstruktion wurde 1917 der Seetrainer Aeromarine 39 und der Flugboottrainer Aeromarine 40 aus dem Jahr 1918. Bereits 1914 nahm die Aeromarine Plane and Motor Company auch die Entwicklung und Fertigung von Flugmotoren auf.
Mit dem Ende des Ersten Weltkriegs brach die Nachfrage nach Flugzeugen auch in den USA massiv ein. Um neue zivile Absatzmärkte für seine Flugzeuge zu schaffen, gründete Uppercu 1919 die Aeromarine Airways als eine der frühen amerikanischen Fluggesellschaften. Bei der Aeromarine Plane and Motor Company entstanden zwischen 1919 und 1924 zahlreiche weitere Flugzeugentwürfe, die allerdings nur noch als Einzelstücke gefertigt wurden und kein Kundeninteresse fanden. Das Unternehmen stellte daraufhin 1924 den Flugzeugbau ein. Bereits 1923 stellte Uppercu die Fertigung auf die Herstellung von Bus-Chassis um. Das Unternehmen wurde später in Haeley-Aeromarine Bus Company umbenannt.
Die Fertigung von Aeromarine Flugmotoren wurde im Rahmen der Uppercu-Burnelli Corporation fortgesetzt.

### Aeromarine Airways

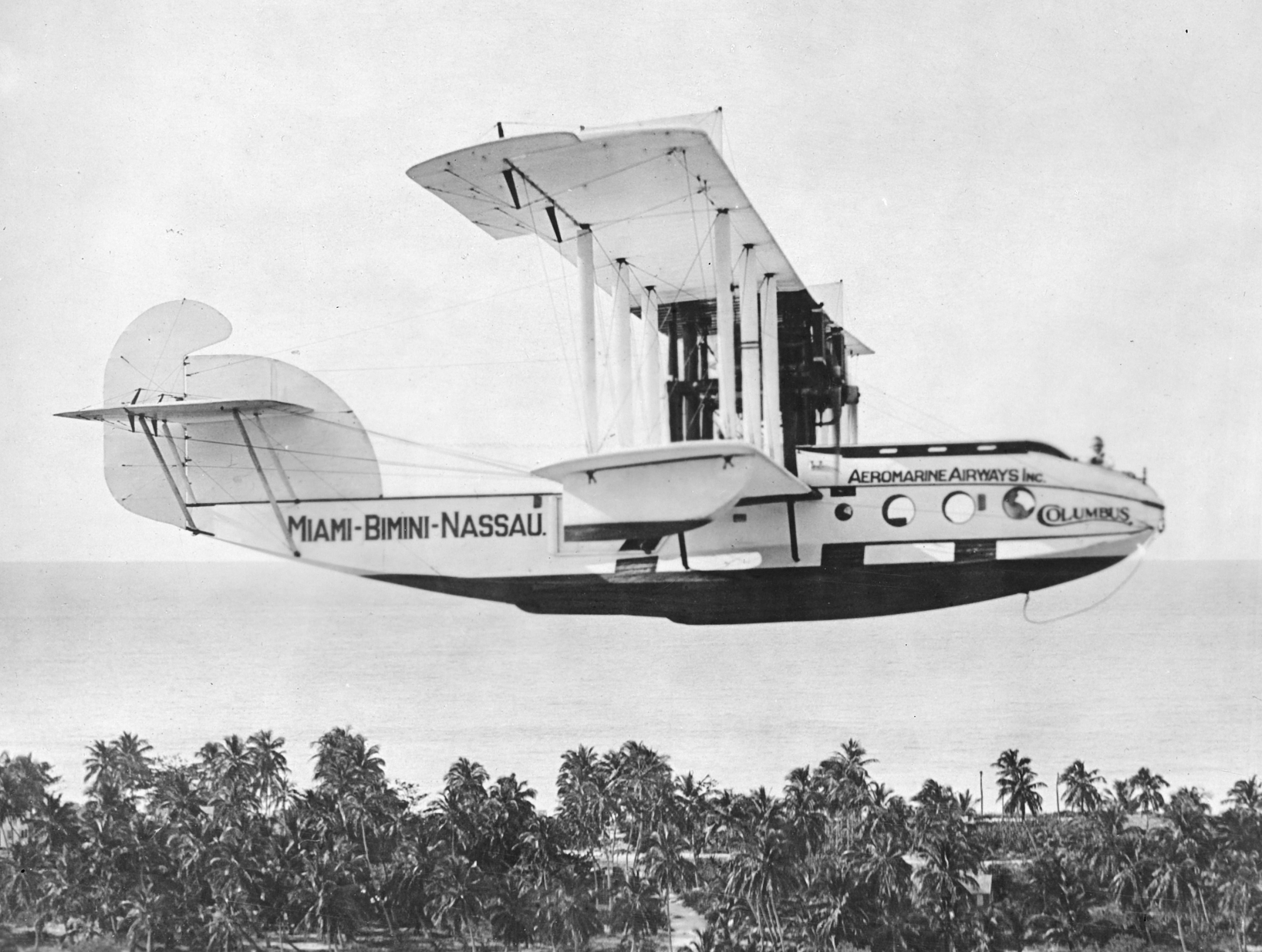
An Aeromarine 75 of Aeromarine Airways

Die Aeromarine Sightseeing and Navigation Company wurde 1919 als Tochterunternehmen der Aeromarine Plane and Motor Company gegründet. Bereits 1919 wurden auf dem Hudson River mit Aeromarine Flugbooten Rundflüge angeboten. Im Oktober 1920 erfolgte der Zusammenschluss mit der Florida West Indies Airways Inc. zur Aeromarine West Indies Airways. Sie nahm im November 1920 den ersten regulären Passagier- und Luftpostdienst in den USA mit Aeromarine-Flugbooten auf der Strecke von Key West in Florida nach Havanna auf Kuba auf. Ab 1921 wurde das Unternehmen in Aeromarine Airways umbenannt und ein Regionalstreckennetz in New York und Connecticut aufgenommen. Seit 1922 bediente Aeromarine Airways die Strecke von Miami nach Nassau, die später in die Karibik verlängert wurde. Auch Landstrecken, wie etwa die Route von Cleveland nach Detroit gehörten zu den frühen Strecken der Aeromarine Airways. Trotz der Streckenausweitungen und des Einsatzes von 19 Aeromarine-Flugbooten gelang es Aeromarine Airways nicht, einen eigenwirtschaftlichen Flugverkehr ohne staatliche Subventionen zu etablieren. Mit der Einstellung der Luftfahrtsparte bei der Muttergesellschaft Aeromarine Plane and Motor Company endeten 1924 auch die Aktivitäten der Aeromarine Airways.

### Aeromarine-Klemm Corporation

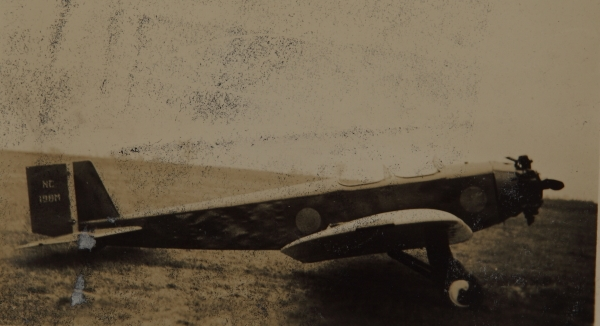
Aeromarine-Klemm AKL25A-NC198M

Über Charles Lindbergh kam Inglis Uppercu mit Hanns Klemm während dessen USA-Verkaufsreise im April 1928 in Kontakt. Uppercu war an der Wiederbelebung des Aeromarine Flugzeugbaus und an einer Lizenzfertigung der Daimler L20 in den USA interessiert. Um ein für den amerikanischen Markt geeignetes Flugzeug anbieten zu können, ließ Uppercu die Konstruktion auf imperiale Maße und amerikanische Verbindungselemente umkonstruieren. Die Leichtflugzeugbau Klemm GmbH garantierte Uppercu die Vertriebsrechte auf dem amerikanischen Kontinent und in Japan. Uppercu gründete für den Lizenzbau noch 1928 in Keyport die Aeromarine-Klemm Corporation.
Statt der Daimler L20 übernahm Uppercu die weiterentwickelte Klemm Kl 25 mit dem französischen Salmson AD9 Motor als Lizenzmuster. Sie ging als Aeromarine-Klemm AKL25 ab 1929 in Serie. Um das stärkere amerikanische Interesse an leistungsstarken Sportflugzeugen abdecken zu können, übernahm Uppercu noch im gleichen Jahr die Klemm Kl 26, deren überarbeitete Konstruktion bei Aeromarine-Klemm als Aeromarine-Klemm AKL26 gebaut wurde. Auch die Klemm L27 wurde von Aeromarine-Klemm noch 1929 für den amerikanischen Markt überarbeitet. Hiervon entstand allerdings nur noch ein Einzelstück.
Neben den eigenen Lizenzbauten erfolgte über Aeromarine-Klemm auch die Auslieferung von deutschen Klemm-Flugzeugen, die von Kunden in Südamerika bevorzugt wurden.
Die Weltwirtschaftskrise von 1929 brachte die Nachfrage nach Sportflugzeugen in den USA zum Zusammenbruch. Nach etwa 90 gebauten Klemm-Flugzeugen stellte Uppercu den Lizenzbau 1930 ein. Die Aeromarine-Klemm Corporation meldete kurze Zeit später Insolvenz an.

## Aeromarine-Flugzeuge
| Typ                                            | Erstflug | Stückzahl    | Bemerkung                                                                                                 |
| ---------------------------------------------- | -------- | ------------ | --- |
| Aeromarine Model B                             | 1910     |              | Entenflugzeug                                                                                             |
| Aeromarine Flying Boat                         | 1914     |              | Enten-Flugboot                                                                                            |
| Aeromarine 39                                  | 1917     | 150          | zweisitziger Land- und Seetrainer                                                                         |
| Aeromarine M-1                                 | 1917     | 6            | Fortgeschrittenenausbildung                                                                               |
| Aeromarine 700                                 | 1917     | 2            | Torpedobomber                                                                                             |
| Aeromarine DH-4B                               | 1917     | 125          | Umbauprogramm Airco DH.4 für De Havilland                                                                 |
| Aeromarine 40                                  | 1918     | 50           | zweisitziger Flugboottrainer                                                                              |
| Aeromarine 50                                  | 1919     |              | Reiseflugboot                                                                                             |
| Aeromarine ML                                  | 1920     |              | Versuchsflugzeug                                                                                          |
| Aeromarine AS                                  | 1920     | 3            | Seejäger                                                                                                  |
| Aeromarine S.S.                                | 1920     | 3            | Seejäger                                                                                                  |
| Aeromarine NBS-1                               | 1920     | 25           | Lizenzfertigung Martin NBS-1 für US Army                                                                  |
| Aeromarine 60                                  | 1920     |              | Flugboot                                                                                                  |
| Aeromarine 80                                  | 1920     | 1            | Umbau Curtiss HS-2L                                                                                       |
| Aeromarine 85                                  | 1920     | 1            | Umbau Curtiss HS-2L                                                                                       |
| Aeromarine WM                                  | 1922     |              | Postflugzeug                                                                                              |
| Aeromarine Sportsman                           | 1922     |              | Postflugzeug                                                                                              |
| Aeromarine PG-1                                | 1922     | 3            | Bodenangriffsflugzeug für die US Army Engineering Division                                                |
| Aeromarine 52                                  | 1922     |              | Passagierflugzeug                                                                                         |
| Aeromarine 55                                  | 1922     |              | Passagierflugzeug                                                                                         |
| Aeromarine L.D.B XII                           | 1923     | nicht gebaut | Nachtbomber                                                                                               |
| Aeromarine L.D.B XIII                          | 1923     | nicht gebaut | Nachtbomber                                                                                               |
| Aeromarine 75                                  | 1920     | 6–8          | Umbau Felixstowe F.5L für zivile Nutzung                                                                  |
| Aeromarine AM-1                                | 1923     | 1            | Postflugzeug                                                                                              |
| Aeromarine AM-3                                | 1923     | 1            | Postflugzeug, modifiziertes AM-1 Design                                                                   |
| Aeromarine AMC                                 | 1924     | 1            | Passagierflugboot mit Metallhülle                                                                         |
| Aeromarine AM-2                                | 1924     | 1            | Postflugzeug, modifiziertes AM-1 Design                                                                   |
| Aeromarine EO                                  | 1924     | 1            | Sportflugzeug                                                                                             |
| Aeromarine AT                                  | 1924     | 0            | Armeetransportflugzeug                                                                                    |
| Aeromarine ASM                                 | 1924     |              | Sportflugzeug                                                                                             |
| Aeromarine CO-L                                | 1924     |              | Beobachtungsflugzeug                                                                                      |
| Aeromarine ADA                                 | 1924     |              | Landwirtschaftsflugzeug                                                                                   |
| Aeromarine Messenger                           | 1924     | 1            | Versuchsflugzeug                                                                                          |
| Aeromarine BM-1                                | 1920s    | nicht gebaut | Postflugzeug (Entwurf)                                                                                    |
| Aeromarine-Klemm AKL25                         | 1928     | ca. 60       | Leichtflugzeug Lizenzfertigung Klemm Kl 25 mit 40 PS Salmson AD9 Motor                                    |
| Aeromarine-Klemm AKL26 Aeromarine-Klemm AKL60  | 1929     | 9            | Leichtflugzeug Lizenzfertigung Klemm Kl 26 mit 60 PS LeBlond 5D Motor                                     |
| Aeromarine-Klemm AKL26A                        | 1929     | ca. 40       | AKL26 mit Zusatztank für 480 sm Reichweite und 65 PS LeBlond 5D Motor                                     |
| Aeromarine-Klemm AKL26B Aeromarine-Klemm AKL85 | 1930     | 14           | AKL26 mit Zusatztank für 385 sm Reichweite und 85 PS LeBlond 5DF Motor                                    |
| Aeromarine-Klemm AKL26X                        | 1932     | 1            | AKL26 Umrüstung mit 65 PS Velie MS Motor                                                                  |
| Aeromarine-Klemm AKL27                         | 1930     | 1            | AKL26 mit modifiziertem Rumpfkasten und 110 PS LeBlond 7DF Motor weitere 4 Flugzeuge als Umbau aus AKL26B |
| Aeromarine-Klemm AKL70                         | 1929     | 2            | Trainerversion mit Doppelsteuerung auf Basis AKL26 und 70 PS LeBlond 7E Motor                             |